# ایستگاه مرکزی صوفیه
ایستگاه مرکزی صوفیه (بلغاری: Централна железопътна гара София) ایستگاه اصلی صوفیه، بلغارستان است.
این ایستگاه که در سال ۱۸۸۸ میلادی تأسیس شده به شهرهایی همچون بلگراد، بوداپست، بخارست و استانبول متصل است.